# Keystone (Jižní Dakota)
Keystone je obec v regionu Black Hills v okresu Pennington County v Jižní Dakotě, USA. Podle sčítání lidu měla v roce 2010 337 obyvatel. Vznikla v roce 1883 jako hornická osada. Od té doby se změnila na středisko sloužící milionům návštěvníkům památníku Mount Rushmore, který se nachází blízko za hranicemi města.
Keystone zabírá plochu 7,4 km², nejsou zde žádné vodní plochy.

## Demografie
Podle sčítání lidu z roku 2010 zde žilo 337 obyvatel. Podle sčítání lidu v roce 2000 zde sídlilo 311 obyvatel, 152 domácností a 84 rodin. Hustota zalidnění byla 108,6 obyvatel/km².

### Rasové složení
- 93,8% Bílí Američané
- 0,0% Afroameričané
- 3,3% Američtí indiáni
- 0,6% Asijští Američané
- 0,3% Pacifičtí ostrované
- 0,3% Jiná rasa
- 1,8% Dvě nebo více ras

Obyvatelé hispánského nebo latinskoamerického původu, bez ohledu na rasu, tvořili 8,3% populace.

### Struktura obyvatelstva podle věku
- 0-18 … 22,3 %
- 18-24 … 3,8 %
- 25-44 … 27,5 %
- 45-64 … 33,5 %
- 65+ … 12,8 %